# 민중사학
민중사학(民衆史學) 또는 민중사관(民衆史觀)은 역사발전의 주체는 민중이라는 대전제 아래 민족적·사회경제적 모순구조를 분석하고 그 모순을 해결해 가는 민중의 활동을 역사서술의 중심에 두는 역사학계의 학문사조이다. 그 성격상 역사해석 방법론에 있어서 인민들의 역사관이나 주장을 중요하게 고려하며 좌파적 국가들에서 흔히 유행하거나 주류적 사학이다. 그러나 보통 근거가 별로 없고 거짓으로 밝혀지는 비율이 높다는 편견(?)이 있으며 비전문성이 한계로 지적되곤 한다. 하지만 민중 연구에 있어서는 중요한 자료로 여겨져서 학술적 가치와 별개로 흔히 이용된다. 

## 개요
민중사학의 역사 서술 방법은 대중의 숫자만큼이나 많으며 창시하거나 선전하는 주체가 반드시 민중 출신인 것은 아니다. 한국민족문화대백과사전에 의하면 민중사학은 이론과 실증 양면에서 아직 하나의 정립된 학문체계라고 보기 어렵다고 하며 학술적인 가치는 보통 높지 않다. 고대에도 민중사학적 믿음이 있어서 유자여를 사칭한 무증이나 왕랑 같은 인간들도 있었다. 우리나라에서도 귀족들이 중국의 성씨를 따랐다는 주장이 있다. 그러나 신라와 제주 같은 진짜 귀족 가문들은 자신들을 신이나 부처로 칭할 정도로 신분적 자부심이 있어서 굳이 중국의 성씨를 사용하지 않았고 중국에서도 왕랑의 사례처럼 이런 믿음을 믿지 않은 사람들은 믿지 않았으며 인도처럼 귀족 세력이 강한 지역들에선 이러한 성씨 날조나 사칭이 힘들었다. 많은 국가들에서 민중적 정체성을 지니지 않았던 사람들이 자신들의 입장에서는 불쾌한 부분이 많았기 때문에 민중사학을 탄압하기도 했으나 민중의 힘이 강해진 근현대에서는 민중사학이 승리하거나 전성기를 얻은 국가들도 있다. 주로 귀족이나 젠트리들을 격멸했거나 원래 없었던 중국이나 러시아, 아프리카 등지에 이런 국가들이 분포한다. 따라서 다른 국가들에선 네이션 오브 이슬람과 같은 역사관이 민중들에게서만 발견되기도 하며 심지어 정규 학술 포털에서 학술지를 검색해도 전혀 나오지 않을 수 있다. 

## 특성
민중사학은 연구의 신뢰성보다 대중을 중시한다는 특징이 있으며 증거의 논리성이나 연관성 등은 별로 중요하지 않다. 그 근거가 단순히 대중의 믿음인 경우도 흔하게 발견될 수 있다. 역사 검증 방법은 다수가 쓰이지 않으며 중시되는 사학적 근거나 연구 요소는 일반적으로 없다. 환단고기 추종자들처럼 물리적 공간이나 시간 관계는 중요하지 않을 수 있으며 사상이나 개념의 존재 여부나 정확성도 그리 중요하지 않을 수 있다. 따라서 시공간적 제약에서 벗어나 근현대와 전근대가 밀접하게 연결되어 상호작용하는 특징이 나타날 수 있다. 또한 민중의 성격상 민족주의와 사회주의, 공산주의적 성격이 있으며 민중의 역할을 중시되고 편견과 달리 그들 역시 ‘실천적·과학적 역사학’의 수립을 표방하거나 조직적인 학술운동을 전개하기도 한다.

## 대한민국의 민중사학
민중의 사학적 관점은 언제나 존재하였으나 한국민족문화대백과사전에 의하면 근현대적 민중사학의 본격적인 출발은 1980년대 초반에 등장한 ‘민중적 민족주의사학’이다. 대한민국의 민중사학도 민중사학의 보편적인 성질에 따라 좌파나 민중에 의해 큰 영향을 받았다. 그 원인으로 1970년대 제3공화국(유신정권)의 한계로 노동운동·주민운동 등이 활성화됨에 따라 대중에 대한 인식이 긍정적으로 변화하여 민중적 입장이 힘을 얻었다고 보는 시각이 있다. 역사문제연구소(1984년)·망원한국사연구실(1984년)·한국근대사연구회(1987년)·한국역사연구회(1988년)·구로역사연구소(1988년. 현 역사학연구소) 등이 전반적으로 민중사학을 연구하고 보급했다. 그러나 민중사학과 거리를 두는 단체들도 있다고 한다. 민중사학적 자료로는 한국민중사연구회의 『한국민중사』Ⅰ·Ⅱ(한국민중사연구회)나 한국역사연구회가 출간한 『한국사강의』·『한국역사』, 구로역사연구소의 『바로보는 우리역사』Ⅰ·Ⅱ가 있으며 몇몇 한계가 지적된 역사가 있다.
전성기 때는 양적으로 많은 지분을 차지해서 대학에서까지 주로 민중 출신들이 민중사학을 추종했다. 그들의 역사관에서 민중은 위대하거나 고귀한 족속으로 승천했으며 귀족과 양반들은 이기적이고 미개한 존재로 추락했으나 당연히 고위층의 사고방식은 달랐다.

## 같이 보기
- 역사학
- 역사관
- 해방신학
- 민중신학
- 인민
- 민중 (또는 인민대중)
- 민중민주주의 (또는 인민민주주의)
- 프롤레타리아
- 프롤레타리아 혁명
  - 프롤레타리아 독재
- 역사철학
- 역사주의
- 영웅사관
- 좌파 민족주의 (한국민족문화대백과사전 "민족주의" 항목 참조)
- 마르크스주의
- 레닌주의
- 마르크스레닌주의
- 인민대중제일주의
- 이만열 (2003년 6월~2006년 8월 국사편찬위원회 위원장)
- 서중석

## 참고 문헌 및 링크
- 민중사학 한국민족문화대백과사전 (한국학중앙연구원)
- <바른 역사교육> ③교과서 편향성 논란의 중심에 선 '민중사관' (연합뉴스. 2015.10.29.)
- <바른 역사교육> ⑦교과서 개정 때마다 벌어진 '역사전쟁' (연합뉴스. 2015.11.01.)
- <바른 역사교육> ⑨거리로 나온 '역사권력'…헤게모니 충돌 (연합뉴스. 2015.11.01.)
- 민족주의 한국민족문화대백과사전 (한국학중앙연구원) "민족주의는 현실에서 다양한 이념과 사상과 결합하여 나타나게 되는데, 이는 민족주의가 이차적 이데올로기라는 특징을 갖기 때문이다. 즉 그 자체로 민족주의는 구체적 내용을 갖기 힘들고 다른 사상과 이념과 결합하여 특정한 내용을 갖춘다고 하겠다. 민족주의는 현실의 정치적, 사회문화적 운동이자 담론과 이데올로기이기도 하며 특정 인구집단의 감각과 감수성으로 나타나기도 하는 등 매우 광범위한 차원을 갖는다."